# Hideomi Yamamoto
Hideomi Yamamoto (山本 英臣 Yamamoto Hideomi?), född 26 juni 1980 i Chiba prefektur, är en japansk fotbollsspelare.
Yamamoto började sin karriär 1999 i JEF United Ichihara. 2003 flyttade han till Ventforet Kofu.